# 修罗场
修罗场是一個起源於佛教、指稱戰場的用語。佛教傳說中有阿修罗和諸天（由帝釋天領導）兩種眾生，阿修罗有美女但无美食，諸天則有美食但无美女，雙方相互妒忌遂經常發生戰鬥，因此後世稱戰場為「修羅場」。

## 引申用法
該詞於日語中指現實的戰場，以及需要競爭、「作戰」的場合（例如趕工），後來這個用法亦因為ACG次文化被帶到漢語中。現也可指多人之間感情關係複雜。
韓語中也有「아수라장（阿修羅場）」一詞，形容非常混亂的場面，一般用在事故、騷亂、戰爭等，與日語表示的意思不同。也有部分韓國人使用「아비규환（阿鼻叫喚，也有部分人士或電視台翻譯成阿鼻地獄）」一詞。